# Gabriel Appelt Pires
Gabriel Appelt Pires (Resende, 18 september 1993) is een Braziliaans voetballer die doorgaans als defensieve middenvelder speelt. Hij verruilde CD Leganés in augustus 2018 voor Benfica. Hij bezit ook een Portugees paspoort.

## Clubcarrière
Gabriel tekende op 23 juli 2010 zijn eerste profcontract bij het Braziliaanse Resende. In april 2011 meldde de Italiaanse krant Tuttosport dat Juventus Gabriel en zijn een jaar oudere broer Guilherme had gecontracteerd. Echter moest Gabriel wachten tot zijn achttiende verjaardag. In januari 2012 werd hij definitief vastgelegd. Op 30 augustus 2012 werd besloten om hem voor een seizoen te stallen bij Pro Vercelli. Hij debuteerde in de Serie B op 9 september 2012, tegen AS Livorno. Hij speelde in totaal 25 competitiewedstrijden voor Pro Vercelli.

## Erelijst
| Kampioen Primeira Liga        | 1x | 2018/19 |
| Supertaça Cândido de Oliveira | 1x | 2019    |

1 Trubin ·
3 Carreras ·
4 Silva ·
6 Bah ·
7 Amdouni ·
8 Aursnes ·
9 Cabral ·
10 Kökçü ·
11 Di María ·
14 Pavlidis ·
16 Neto ·
17 Aktürkoğlu ·
18 Barreiro ·
20 Mário ·
21 Schjelderup ·
23 Meïté ·
24 Soares ·
25 Prestianni ·
28 Kaboré ·
30 Otamendi ·
32 Benjamín Rollheiser ·
36 Leonardo ·
37 Beste ·
44 Araújo ·
47 Gouveia ·
61 Luís ·
81 Bajrami ·
84 Rêgo ·
85 Sanches ·
Coach: Lage